# Poloma (Jasenovce)
Poloma (maďarsky Polomháza) je místní část obce Jasenovce v okrese Vranov nad Topľou. Nachází se v Ondavské vrchovině, na levém břehu říčky Oľky, v nadmořské výšce 155 metrů. Ve vzdálenosti jednoho kilometru severním směrem se rozkládají Jasenovce. Obcí prochází silnice druhé třídy číslo 554.
Osadu Poloma založilo 350 polských kolonistů z obcí kolem Noweho Targu v letech 1890–1910 pod vedením Józefa Biela (1850–1934) a jeho manželky Eleonory Wysoczyńské (1865–1936) pocházející z polské šlechtické rodiny.
Uprostřed osady se nachází kostel Nejsvětějšího srdce Ježíšova z roku 1913, který dala postavit statkářka Eleonóra Bielová. V kostele je umístěn trojdílný dřevěný oltář z roku 1913, jenž je dílem polských řezbářů Martina Brza, Jakuba Jaworského a Jana Sobánského. Střední díl oltáře je tvořen obrazy Nejsvětějšího srdce Ježíšova (1913) a Čenstochovské Panny Marie (1929), v bočních dílech jsou umístěny sochy sv. Floriána a sv. Josefa.
Nejstarší budovou v osadě je dům rodiny Bielových z let 1904–1908. Roku 1948 odešla část obyvatel Polomy do válkou vylidněného západního Polska, konkrétně do obcí Sobolice, Przewóz a Gozdnica.